# Louis Henrique-Duluc
Louis Henrique né Louis Duluc, souvent dit Louis Henrique-Duluc (Vico, 31 juillet 1846 - Paris, 4 juin 1906) est un journaliste, propagandiste colonial et homme politique radical français. Il a été député des Établissements français de l'Inde de 1898 à 1906. Il était officier de la Légion d'honneur, officier de l'Instruction publique, grand-officier des Ordres de l'Annam, du Cambodge, du Nichan el Anouar et Grand croix de l'Étoile noire.

## Biographie
Né en Corse d'un père fonctionnaire, Louis Henrique-Duluc s'engage dans l'armée en 1870 et est officier d'infanterie à la fin de la décennie. Secrétaire général de la préfecture de l'Aube de 1880 à 1881 il se dirige ensuite vers le journalisme, se spécialisant dans les questions coloniales. Il fonde en 1882 L'avenir des colonies, journal pro-colonial. Il est nommé en 1883 comme délégué de Saint-Pierre-et-Miquelon au Conseil supérieur des Colonies et crée cette même année la Société française de colonisation dont il assure le secrétariat général.
Il est nommé en 1889 commissaire de la section des colonies françaises à l'Exposition internationale de Paris. Il dirige à cette occasion Les Colonies françaises, ouvrage illustré en cinq volumes décrivant le domaine colonial français. Fort de cette expérience, il organise en 1893 la section des colonies françaises de la foire mondiale de CHicago. Il publie cette fois un rapport remarqué sur l'Algérie, la Tunisie et les autres colonies françaises à l'exposition de Chicago. La même année, il prend la direction La politique coloniale qui sous son égide, devient une des principales publications françaises du genre. Quelque temps plus tard, il devient président du syndicat de la presse coloniale et en 1898 le premier président des conseillers du commerce extérieur de la France. 
Aux élections législatives du 8 mai 1898, il est élu assez largement député de l'Inde française face à Louis Pierre-Alype, réélu le 27 avril 1902 mais battu le 6 mai 1906 par Philema Lemaire. Rattaché aux groupes de centre gauche Gauche radicale puis Union démocratique, il participe à de nombreuses commissions (dont celle de l'armée, celle de la presse, et celle des affaires extérieures, des protectorats et des colonies) et soutient les gouvernements Waldeck-Rousseau et Combes.
Lobbyiste colonial, il fait adopter l'article 33 de la loi de finances pour 1901 qui a accorde aux colonies l'autonomie financière et fait voter un amendement réduisant les taxes postales sur les journaux expédiés des ou aux colonies. Il s'intéresse également à la réduction de la taille des cabinets ministériels. En 1905, il présente un projet visant à réorganiser le corps des cipayes de l'Inde français, sans succès. Ardent défenseur de la laïcité, il obtient la laïcisation du collège de Pondichéry. 
Parallèlement à ses activités politiques, Louis Henrique poursuit sa carrière de journaliste colonial. Il devient en 1900 directeur politique du journal Le Voltaire. Il meurt  moins d'un mois après son échec aux élections de mai 1906.

## Ouvrages publiés
- France physique, administrative, militaire et économique, Paris : J. Dumaine, 1875 et 1879
- Code du réserviste et du territorial, d'après l'instruction ministérielle du 28 décembre 1879, Paris : Berger-Levrault, 1880
- La médecine militaire, Paris : G. Chamerot, 1880
- L’Avenir des colonies et de la marine, Paris, 1882-1883
- À propos de la Représentation de St-Pierre-Miquelon, Paris : Imprimerie C. Blot, 1885
- Rapport et projets de décrets concernant : 1° le gouvernement des établissements français de l'Océanie. 2° l'organisation du conseil général de ces établissements, présentés à la quatrième section, Paris : Imprimeria du Journal officiel, 1885
- Les colonies françaises (direction), 5 volumes de 4 fascicules, Paris : Librairie Quantin, 1889-1890. Série d'ouvrages commandée par le sous-secrétariat d'État aux Colonies à l'occasion de l'exposition universelle de Paris de 1889.
- Participation à Camille Krantz (dir.), Exposition internationale de Chicago, Paris : Imprimerie nationale, 1894
- Nos contemporains : galerie coloniale et diplomatique, 3 volumes, Paris : Divers éditeurs, 1896-1898
- L'Écho de France, républicain, démocratique, indépendant..., Paris, 1903

## Documentation
- Jean Jolly (dir.), « Louis Henrique-Duluc », dans le Dictionnaire des parlementaires français de 1889 à 1940, Presses Universitaires de France, 1960-1977. Cité sur le site de l'Assemblée nationale.